# Лука Модрић
Лука Модрић (Задар, 9. септембар 1985) хрватски је фудбалер. Репрезентативац је Хрватске. Добитник је Златне лопте 2018. године. Тренутно наступа за Милан на позицији везног играча.

## Клупска каријера
Лука је фудбал почео да игра у свом родном граду Задру, у истоименом клубу. Због добре игре, брзо је скренуо пажњу на себе. Челници Динама нису дуго чекали, па су Луку довели 2001. у Загреб. После једне сезоне у младом тиму Динама, Лука је био послат на позајмицу прво у Зрињски а потом и у Интер Запрешић.
Од почетка сезоне 2005/06. је играо за први тим Динама из Загреба и у наредне три сезоне освајао титулу.
Године 2008. Лука прелази у Тотенхем за суму од 21.000.000 евра, што је био рекордни трансфер Тотенхема (исту суму су платили и за Дарена Бента).
На лето 2012. прелази у Реал Мадрид за 35.000.000 евра. Са Реалом је до сада освојио шест пута Лигу шампиона, по пет пута Светско клупско првенство, Суперкуп Европе и Суперкуп Шпаније, четири пута шпанску Ла лигу и два пута Куп Краља.

## Репрезентација
Лука Модрић је био капитен младе фудбалске репрезентације Хрватске, а за сениорску репрезентацију је дебитовао 2006. против Аргентине. Био је члан Хрватске репрезентације на Светском првенству 2006. у Немачкој, 2014. у Бразилу, 2018. у Русији и 2022. у Катару, као и на Европским првенствима 2008. у Аустрији и Швајцарској, 2012. у Пољској и Украјини, 2016. у Француској, 2020. широм Европе и 2024. у Њемачкој.
Са репрезентацијом Хрватске освојио је друго место на Светском првенству 2018. у Русији, а по избору ФИФА проглашен је и за најбољег фудбалера првенства.

## Контроверзе
Током прославе због освајања другог места на Светском првенству, селектор репрезентације Хрватске Златко Далић и Лука Модрић су позвали певача Марка Перковића Томпсона, да се придружи фудбалерима у отворени аутобус који је ишао ка Тргу бана Јелачића у Загребу, где се одржавао свечани дочек. Иначе, овај певач је познат по величању и промовисању усташке идеологије. Том приликом, Модрић је од Перковића затражио да отпева његову песму Гени камени, која садржи стихове који описују жал за Независном Државом Хрватском која је пропала 1945. године. За време трајање те државе, спроведен је геноцид над Србима.

## Приватни живот
Породица Модрић је пореклом из села Затон Обровачки, заселак Модрићи. Његова мајка Радојка је родом из села Крушево, од српске православне породице Допуђ. Његов ујак је Јово Допуђ, мајор војске Републике Српске Крајине.
Иако рођен у Задру, Лука је до своје шесте године живео у родном селу свога оца Стипета. Због ратног стања, породица напушта Затон Обровачки и настањује се у Задру.

## Трофеји

### Динамо Загреб
- Првенство Хрватске (3) : 2005/06, 2006/07, 2007/08.
- Куп Хрватске (2) : 2006/07., 2007/08.
- Суперкуп Хрватске (1) : 2006.

### Реал Мадрид
- Првенство Шпаније (4) : 2016/17, 2019/20, 2021/22, 2023/24.
- Куп Шпаније (2) : 2013/14, 2022/23.
- Суперкуп Шпаније (5) : 2012, 2017, 2019/20, 2021/22, 2023/24.
- Лига шампиона (6) : 2013/14, 2015/16, 2016/17, 2017/18, 2021/22, 2023/24.
- Суперкуп Европе (5) : 2014, 2016, 2017, 2022, 2024.
- Светско клупско првенство (5) : 2014, 2016, 2017, 2018, 2022.

### Хрватска
- Светско првенство:   2018;  2022.
- УЕФА Лига нација:   2022/23.

### Индивидуална признања
- Златна лопта 2018.
- Најбољи ФИФА фудбалер 2018.
- Најбољи играч Светског првенства 2018.

## Статистика
| Клуб                       | Сезона                 | Лига     | Лига | Лига   | Национални куп | Национални куп | Европа | Европа | Укупно | Укупно |
| Клуб                       | Сезона                 | Дивизија | Нас. | Голова | Нас.           | Голова         | Нас.   | Голова | Нас.   | Голова |
| -------------------------- | ---------------------- | -------- | ---- | ------ | -------------- | -------------- | ------ | ------ | ------ | ------ |
| Зрињски (позајмица)        |                        |          |      |        |                |                |        |        |        |        |
| 2003–04                    | Босанска Премијер лига | 22       | 8    | 0      | 0              | 0              | 0      | 22     | 8      |        |
| Интер Запрешић (позајмица) |                        |          |      |        |                |                |        |        |        |        |
| 2004–05                    | Прва лига Хрватске     | 18       | 4    | 0      | 0              | 0              | 0      | 18     | 4      |        |
| Динамо                     | Прва лига Хрватске     |          |      |        |                |                |        |        |        |        |
| 2004–05                    | Прва лига Хрватске     | 7        | 0    | 1      | 0              | 0              | 0      | 8      | 0      |        |
| 2005–06                    | Прва лига Хрватске     | 32       | 7    | 1      | 0              | 0              | 0      | 33     | 7      |        |
| 2006–07                    | Прва лига Хрватске     | 30       | 6    | 8      | 2              | 6              | 0      | 44     | 8      |        |
| 2007–08                    | Прва лига Хрватске     | 25       | 13   | 8      | 1              | 10             | 3      | 43     | 17     |        |
| Укупно                     | Укупно                 | 94       | 26   | 18     | 3              | 16             | 3      | 128    | 32     |        |
| Тотенхем                   |                        |          |      |        |                |                |        |        |        |        |
| 2008–09                    | Премијер лига          | 34       | 3    | 6      | 1              | 4              | 1      | 44     | 5      |        |
| 2009–10                    | Премијер лига          | 25       | 3    | 7      | 0              | 0              | 0      | 32     | 3      |        |
| 2010–11                    | Премијер лига          | 32       | 3    | 2      | 0              | 9              | 1      | 43     | 4      |        |
| 2011–12                    | Премијер лига          | 36       | 4    | 2      | 0              | 2              | 1      | 40     | 5      |        |
| Укупно                     | Укупно                 | 127      | 13   | 17     | 1              | 15             | 3      | 159    | 17     |        |
| Реал Мадрид                |                        |          |      |        |                |                |        |        |        |        |
| 2012–13                    | Ла лига                | 33       | 3    | 9      | 0              | 11             | 1      | 53     | 4      |        |
| 2013–14                    | Ла лига                | 34       | 1    | 6      | 0              | 11             | 1      | 51     | 2      |        |
| 2014–15                    | Ла лига                | 16       | 1    | 2      | 0              | 7              | 0      | 25     | 1      |        |
| 2015–16                    | Ла лига                | 32       | 2    | 0      | 0              | 12             | 1      | 44     | 3      |        |
| 2016–17                    | Ла лига                | 25       | 1    | 2      | 0              | 14             | 0      | 41     | 1      |        |
| 2017–18                    | Ла лига                | 26       | 1    | 3      | 0              | 14             | 1      | 43     | 2      |        |
| 2018–19                    | Ла лига                | 34       | 3    | 3      | 0              | 9              | 1      | 46     | 4      |        |
| 2019–20                    | Ла лига                | 31       | 3    | 3      | 1              | 5              | 1      | 39     | 5      |        |
| Укупно                     | Укупно                 | 231      | 15   | 28     | 1              | 83             | 6      | 342    | 22     |        |
| Каријера                   | Каријера               | Каријера | 492  | 66     | 63             | 5              | 114    | 12     | 669    | 83     |

- Ажурирано 17. јула 2020. године

| Тим      | Година | Наступи | Голови |
| -------- | ------ | ------- | ------ |
| Хрватска | 2006.  | 12      | 2      |
| Хрватска | 2007.  | 10      | 1      |
| Хрватска | 2008.  | 11      | 3      |
| Хрватска | 2009.  | 3       | 1      |
| Хрватска | 2010.  | 8       | 0      |
| Хрватска | 2011.  | 9       | 1      |
| Хрватска | 2012.  | 9       | 0      |
| Хрватска | 2013.  | 10      | 0      |
| Хрватска | 2014.  | 11      | 2      |
| Хрватска | 2015.  | 4       | 0      |
| Хрватска | 2016.  | 8       | 1      |
| Хрватска | 2017.  | 8       | 1      |
| Хрватска | 2018.  | 15      | 2      |
| Хрватска | 2019.  | 9       | 2      |
| Укупно   | Укупно | 127     | 16     |

- Ажурирано 17. јула 2020. године